# Pulaski Bridge
Le Pulaski Bridge est un pont de New York reliant Brooklyn au Queens. Il tire son nom du commandant polonais Casimir Pulaski durant la Guerre d'indépendance des États-Unis. Le quartier de Brooklyn où il aboutit, Greenpoint, est connu pour accueillir une large population polonaise.

## Description
Le pont a été par Frederick Zurmuhlen, il est de type pont basculant de la catégorie pont mobile. Il est composé de six voies de circulation routière et d'un trottoir pour les piétons. Il surplombe les voies du Long Island Railroad ainsi que l'entrée du tunnel Queens-Midtown.
Le pont a été rénové entre 1991 et 1994.
Étant situé à 13 km du pont Verrazzano-Narrows, ce pont est à mi-parcours du marathon de New York.

## Histoire
Le pont est ouvert au public le 10 septembre 1954, il remplace alors le pont Vernon Avenue qui reliait Vernon Avenue à Long Island City et Manhattan Avenue à Greenpoint.
En 2012, une étude est lancée afin de construire une piste cyclable sur le pont. La construction a lieu durant l'hiver 2015 et la piste ouvre à la fin du mois d'avril 2016.